# لهجة سعودية جنوبية
لهجة أهل الجنوب في المملكة العربية السعودية، هي مجموعة من اللهجات المحلية المستخدمة في عدد من مناطق جنوب غرب السعودية وهي منطقة الباحة وعسير وجازان ونجران.

## الكلمات ومعناها باللهجة الجنوبية
- لهجة بلقرن ورجال الحجر: مذا اعبى = ماذا أفعل، مذا عبيت بك = ماذا فعلت بك.

- وتنطق الجيم ياء في بعض الأوقات مثل: المسيد = المسجد، اليبل = الجبل

- وتنطق القاف جيماً غالباً مثل:جفر = قفر، بمعنى أثر متروك، جيم = قائم

- وتنطق كاف المخاطبة (ش) إذا كان المخاطَب أنثى فقط (الكشكشة)، مثل: كيف حالش = كيف حالِك.

## لهجة منطقة الباحة
1. تلمح (بشد الميم) أو تفرج (بشد الراء)= انظر أو دقق
2. يهول (بشد الواو) أو يفتق (بشد التاء)= حلو أو رهيب.
3. القحم = كبير السن
4. هلم = شوي شوي
5. ينسرط = يؤكل (وتأتي للتعبير عن الإعجاب).
6. هنيه = هنا
7. ابى = رفض
8. العطيف = الفأس
9. ميد = يعني
10. الاظاليف = اظافر الماشية
11. مشاش = عظام
12. يتهاوع = يكاد ان يستفرغ اجلكم الله
13. عقر = قتل
14. البلاد أو الركيب = المزرعة
15. يصرم = يحصد وتستخدم للتعبير عند حصاد المزرعة
16. يرشح = يعرق
17. اصحت = تقال عندما يقف المطر وتنجلي السحب
18. يخش. يزل. يعدي = يدخل
19. يكايد = يعاند
20. هيله = جميل
21. يذل = يخاف
22. ورّع = انتظر
23. فاغر = يعني مسرح وفاتح فمه
24. الصده = حفلة الزواج
25. مايرزى= ما فيه مشكلة أو عادي
26. هبط = نزل وغالبا ما تستخدم للتعبير عن الذهاب إلى السوق (فلان هبط السوق)
27. عود = رجع
28. يتلهم = يتذكر
29. غدى = ذهب أو راح
30. تلهوا= تأخر
31. يتهزى = يتشمت
32. الصدقان. الحبان = الاقرباء والأحباب
33. يحيط = يفهم
34. وطه = حط أو أوضع
35. نحاه أو نحاكاه = هذا هو
36. أخر عني = ابتعد عني
37. هويه= ليه أو لماذا
38. اتعيا به= احسن التعامل معه
39. قره= أثبت أو أتركني: بكسر القاف
40. تخنطل= تعثر
41. هب لي= اعطني
42. إحشِ =إدخال شي في مكان ضيق
43. أصه=اسكت
44. السفهان= الأطفال
45. هاك = خذ
46. يشبر = يرجو ويتمنى الخير
47. كان= بس
48. تيه= تلك
49. افلح = اذهب
50. ذياكه = هذاك

## لهجة منطقة عسير
تتميز منطقة عسير عامة بلهجة مختلفة عن باقي مناطق الجنوب في اصل لغتها الحميرية والتي يدخل في لهجتها الكثير من اللغة الفصحى
1. يا غديت = اين ذهبت
2. "وشلونك؟" بدلاً من "كيف حالك؟"
3. "راحوا الجماعة السوق" بدلاً من "ذهبوا الأصدقاء إلى السوق".
4. "صدقني ما عليها كلام" بدلاً من "صدقني لا يوجد بها مشكلة".
5. "الطمع طبع" بدلاً من "الطمع سيئ".
6. "المكياج عليها ولا عليه" بدلاً من "هل المكياج يليق بها أم لا؟"
7. خزمة (تعني: حقيبة أو حقيبة الظهر)
8. حراقة (تعني: شمس حارة)
9. قمّة (تعني: القمة أو الذروة)
10. سدح (تعني: وضع أو وضع بشكل عشوائي)
11. طيحة (تعني: سقوط أو وقوع)
12. هدرجة (تعني: صخب أو ضوضاء)
13. ذمة (تعني: وعد أو التزام)
14. قلاص (تعني: قرية صغيرة)
15. مدحة (تعني: إشادة أو ثناء)
16. جذمة (تعني: مكان مرتفع)

مثال على عبارة باللهجة العسيرية:
"أنا طالع السوق عشان أشتري بعض الخضار: في هذه العبارة، يُستخدم اللفظ "طالع" بدلاً من "ذاهب" للإشارة إلى الحركة نحو السوق. كما أن استخدام "خضار" يُعتبر تعبيرًا شائعًا للإشارة إلى الخضروات في اللهجة العسيرية
هذه بعض العبارات التي قد تُستخدم في لهجة منطقة عسير وفيه تكملة أسفل العبارة:
1. بيد عشاي (ن) = اريد عشاء
2. اقفيت = عطيت الشخص ظهرك أو قفاك
3. الهوايش = العقارب والحيات والحشرات السامة
4. المح = شوف
5. اهبده = اضربه
6. اشرب بشويش = اشرب ببطئ
7. ايش الهاك= مالذي أخرك؟
8. حنش = ثعبان
9. هب لي = عطني
10. ما غرني = اصلا أنا كنت عارف

## لهجة منطقة جازان
1. زقآق = الطريق الضيق
2. تشا = تبغى
3. لباع = تكذب.
4. فيانك = اين أنت.
5. اشرب بشويش = اشرب ببطئ
6. ماهو تشا= ماذا تريد، وللمؤنث – ماهو تشين: ماذا تريدين.
7. يسأله – فيان انته رايح؟: إلى اين أنت ذاهب.
8. برّه = الذهاب في أول الصباح.
9. نشر = الذهاب في المساء.
10. ماهو؟ = ماذا، وهي للسؤال عند التعجب
11. القحم = كبير السن
12. فاغر = يعني مسرح وفاتح فمه
13. أصنج = بمعنى لايسمع
14. جفر بطني = أي افقدني صوابي
15. هنيه = هنا
16. ابى، عيا ياتي= رفض
17. يتهاوع = يكاد أن يتقيّأ
18. عقر = قتل
19. يرشح = يعرق
20. يخش. يزل. يعدي = يدخل
21. يكايد = يعاند
22. يتلهم = يتذكر
23. قره= أثبت أو أتركني: بكسر القاف
24. هب لي= اعطني
25. أصه=اسكت
26. كان=بس
27. تيه= تلك
28. بشبشانة = عنكبوت

## لهجة منطقة نجران
اللهجة النجرانية هي لهجة خاصة بسكان منطقة نجران، جنوب المملكة العربية السعودية، ويتكلم بها غالبا قبيلة يام. يوجد في اللهجة النجرانية قاعدة خاصة بهذه اللهجة، ولا توجد في باقي اللهجات العربية، وهي استخدام كلمة (هنت) التي تدخل على الفعل الماضي وتستخدم للمخاطب المفرد المذكر.
1. يغبش = يسرح في الصباح الباكر
2. البايجة = النافذة
3. كع = فعل أمر يفيد الاستمرارية (كع صل == كن دائما مصلي)
4. بسباس = الفلفل
5. برتكان = برتقال
6. البرزة == الاجتماع السري، يبرز به == يقول له سر
7. الصابر = الخد من الوجه
8. المرمة = الشفة
9. يزرم = يفشل، (زرمته أي فشلته)
10. الخوصه = سعفة النخل
11. التفخاط = عمليه تلقيح النخل
12. يشبح = ينظر
13. الخبش = المجنون
14. ينذح = يرمي بالشيئ
15. ينكع = يقفز
16. حنش، هايش = تعني الثعبان
17. مصة = الخفاش
18. حممة = النملة
19. الزامل = نشيد يقومه به مجموعة من الرجال في لحن معين ويكون في منسابات خاصة.
20. السعب = اسم للرقصة الشعبية في منطقة نجران
21. الرقش = اسم اكلة عبارة عن رقائق من خبز قمح البر ترق وتخبز ثم توضع الرقائق بعد خبزها بعضها فوق بعض في إناء يسمى (المدهن)
22. الوفد = اكلة كالرقش تخبز ولكن لا ترق بل توضع طبقة فوق طبقة حتى تتكون خبزة كبيرة ومن ثم تفت وتكور
23. المرضوفة = اكلة شبيهة بالوفد ولكن تكويرها من الوسط ويوضع داخلها زبدة البقر أو الغنم ومن ثم توضع في الزبدة حجر حار بعد أن يغمس في الطحين البر
24. المدهن، القدح = اوعية لتقديم الاكل
25. المطرح = وعاء لتقديم الخبز
26. دوح= الخبز في التنور
27. داويه= الإزعاج.[2]